# Aisling Bea
Aisling Cliodhnadh O'Sullivan (n. 16 martie 1984, County Kildare, Leinster⁠(d), Irlanda), mai cunoscută sub numele de Aisling Bea /ˈæʃlɪŋ ˈbiː/, este o actriță, scriitoare și comediană irlandeză.
După ce a apărut în diverse roluri mici în mai multe seriale de televiziune britanice și irlandeze începând cu 2009, Bea și-a început cariera drept comediană în 2011. Din 2012, ea apare în mod regulat în sitcomuri și schițe de comedie. După ce a câștigat un premiu la Edinburgh Comedy Awards, a început să fie fie invitată în mod regulat pentru diferite spectacole. Din 2016 până în 2017, a fost un căpitan de echipă pentru 8 Out of 10 Cats și este participant frecvent la spinoff 8 Out of 10 Cats Does Countdown.
În 2018, Bea a jucat alături de Amy Huberman în serialul său de televiziune irlandez Finding Joy. Din 2019, a jucat în comedia-dramă Living with Yourself pe Netflix și serialul de comedie This Way Up pe Channel 4, pentru care scriitor principal.

## Începuturi
Aisling Cliodhnadh O'Sullivan s-a născut în Comitatul Kildare pe 16 martie 1984. Tatăl ei, Brian, a fost medic veterinar pentru cai care s-a sinucis atunci când Bea avea trei ani. Lui Bea nu i s-a spus cum a murit până la vârsta de 13 ani. A adoptat numele de scena „Bea” drept tribut pentru tatăl ei, iar în 2017 a scris un articol pentru The Guardian despre efectele acestei sinucideri asupra familiei. Bea și sora ei mai mică, Sinead, au fost crescute de mama lor, Helen (născută Moloney), profesoară de gimnaziu, antrenor de jochei și fost jocheu profesionist. Familia ei era „obsedată” de cai și de curse. În tinerețe, Bea a lucrat ca ghid turistic la Irish National Stud. Cu toate acestea, încă de la o vârstă fragedă a conștientizat că nu este interesată de o carieră în industria de curse și că în loc îi plăcea să interpreteze.
Bunicul ei a fost romancierul și poetul irlandez Mícheál Ó Súilleabháin, iar mătușa sa a fost dramaturga Siobhan Ní Shúilleabháin. Muzicianul Liam O'Flynn a fost prieten de familie. A fost educată la o școală mănăstire catolică și a studiat limba franceză și filosofie la Trinity College Dublin. Acolo a fost parte a unui grup studențesc de comedie. A studiat apoi la Academia de Muzică și Artă Dramatică din Londra (LAMDA).

## Carieră

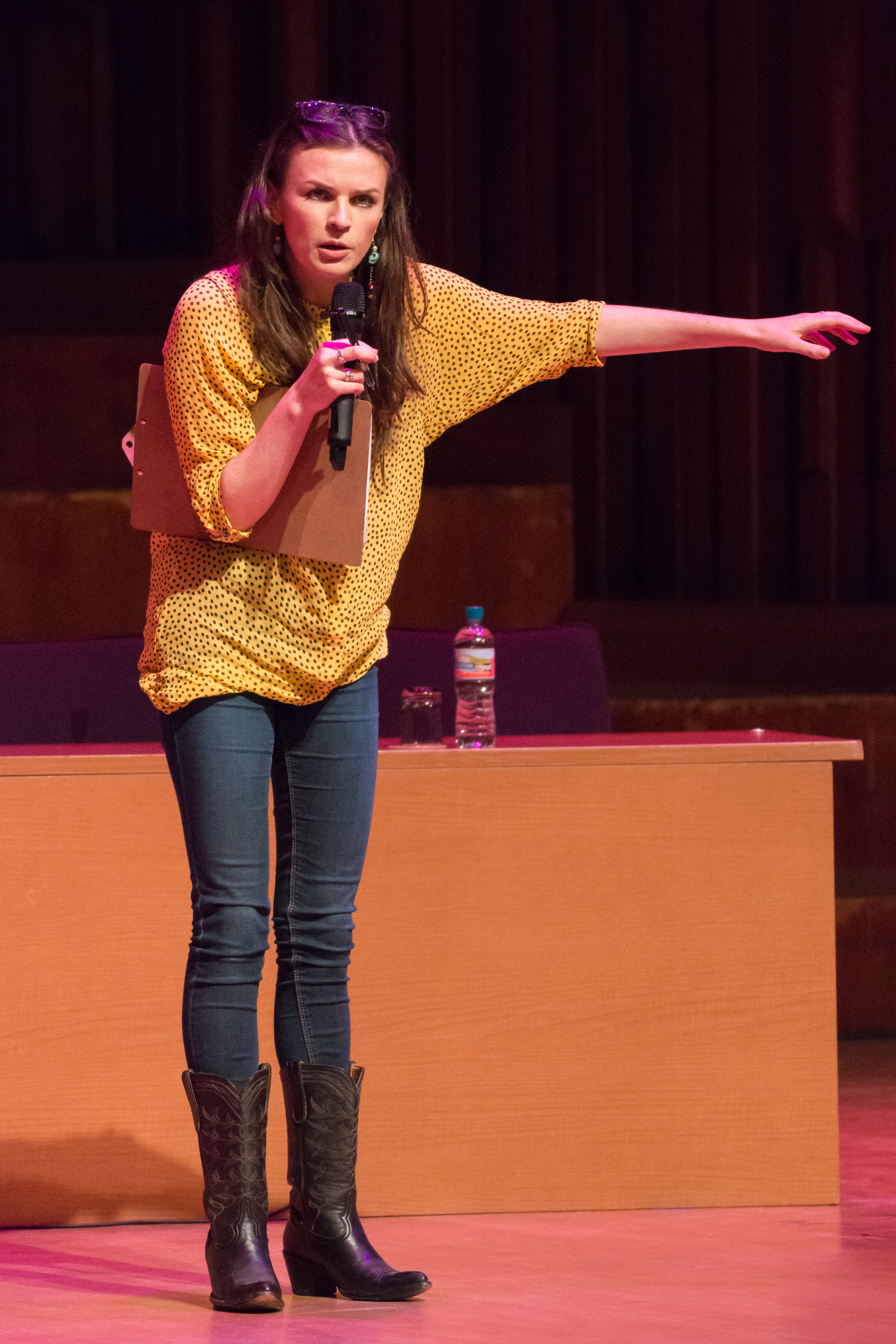
Bea pe scenă

În august 2018, Bea a jucat cu Paul Rudd în serialul de comedie Living with Yourself pe Netflix. Serialul a avut premiera pe 18 octombrie 2019.
În 2019, Bea scris This Way Up, în care a jucat ca profesoara Aine. Filmul a fost produs de către Sharon Horgan, care o joacă pe sora ei mai mare. Serialul a avut premiera pe Channel 4 pe 8 august 2019.

## Activism
Bea a fost o susținătoare a campaniei Repeal the 8th pentru referendumul irlandez din 2018 care a introdus avortul legal în Republica Irlanda, inclusiv o contribuție de un eseu cu o lună înainte de vot. Anterior, ea a militat pentru legislația pentru căsătoria între persoane de același sex la referendumul din 2015.